# Haedropleura septangularis
Haedropleura septangularis é uma espécie de gastrópode do gênero Haedropleura, pertencente a família Horaiclavidae.